# Second Life

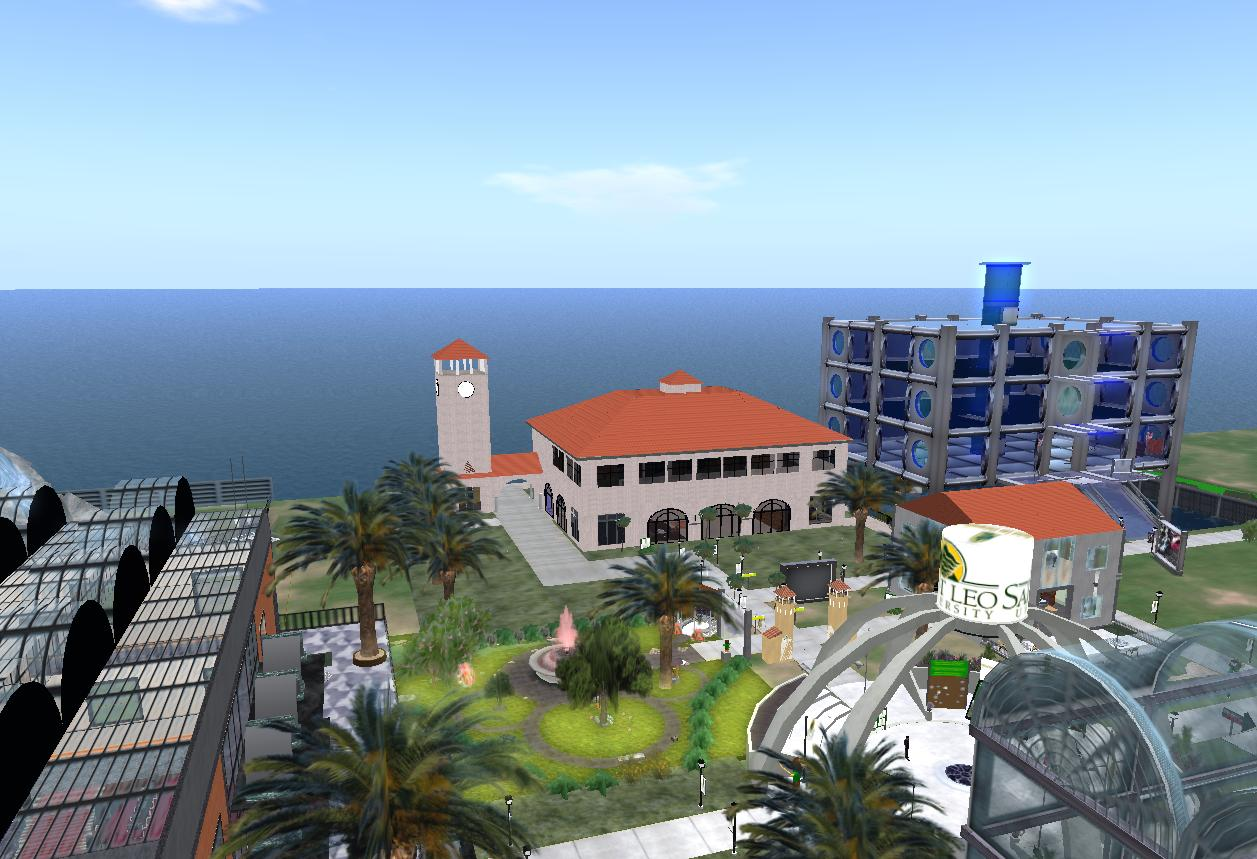
Snímek obrazovky ze hry

Second Life (zkratkou SL) je třírozměrný virtuální svět vyvíjený firmou Linden Lab, který je od svého spuštění 23. června 2003 přístupný přes internet. Podle údajů české firmy beVirtual zde na počátku roku 2008 bylo registrováno více než dvanáct milionů „obyvatel“, kteří v tamní ekonomice denně utratili přes 30 miliónů Kč. Využívání Second Life je věkově omezeno; hlavní svět, tzv. MainGrid, je určen pro věkovou skupinu od osmnácti let, zatímco menší svět TeenGrid je určen pro skupinu 13–18 let a platí pro něj mírně odlišná pravidla. Po registraci a spuštění klientské aplikace pro Second Life se nový uživatel objeví na vstupním ostrově. Ten je určen pro základní seznámení se s prostředím a je plně oddělen od zbytku Second Life.
Základní využívání SecondLife je zdarma po registraci na stránkách SecondLife.com. Program Second Life Viewer, který je pro využívání SL potřeba si stáhnout a nainstalovat, umožňuje obyvatelům spolu interagovat prostřednictvím svých avatarů.
Uživatelé spolu mohou například chatovat, vytvářet a prodávat věci, cestovat po virtuálním světě nebo se vzdělávat.
Second Life má vlastní měnu „Linden Dollar“. Občas ji lze získat v různých menších akcích, později si lze Lindeny vydělat, např. nechat se zaměstnat jako DJ nebo tanečník… Podnikavější pak za Lindeny prodávají své grafické a další programovací výtvory. A Lindeny lze pochopitelně také získat za reálné americké dolary.
Second Life se průběhem času vyvíjí. V roce 2009 se Linden Lab soustředili na zvýšení stability, díky čemuž se značně snížil počet výpadků celého gridu. V roce 2010 se plánuje zlepšení dostupnosti pro nové uživatele. Z toho důvodu byla 23. února zveřejněna betaverze nového vieweru označeného 2.0. Tento viewer připomíná svým vzhledem internetový prohlížeč, díky čemuž by měl být přehlednější pro nové uživatele. Novinkou ve Vieweru 2.0 je tzv. Shared Media, což je možnost zobrazování webových stránek na objektech ve virtuálním světě. Shared Media dokáže zobrazit i Flash, díky čemuž lze zobrazit většinu webových aplikací (nebo například přehrávat videa).
V roce 2015 dosáhl viewer verze 3.8.xxxx s upraveným menu i ovládacími prvky.
Komunita Second Life se svým způsobem stabilizovala a hlavní herní boom již pominul. Svědčí o tom také větší komerční zaměření serveru: zejména zvýšenou reklamou, prodejem Premium členství za USD apod.